# دانشگاه علوم پزشکی ارومیه
دانشگاه علوم پزشکی ارومیه (با نام رسمی سازمانی به انگلیسی: West Azerbaijan University of Medical Sciences and Healthcare Services) قدیمی‌ترین دانشگاه علوم پزشکی نوین ایران است. این دانشگاه، دولتی بوده و تحت‌پوشش وزارت بهداشت، درمان و آموزش پزشکی در شهر ارومیه قرار دارد.

## تاریخچه
جوزف کاکران یکی از فرزندان میسیونرهای مهاجر در سال ۱۸۵۵ میلادی در شهر ارومیه به دنیا آمد. وی پس از طی دوران کودکی و تحصیلات دبیرستان به آمریکا عزیمت نمود و پس از اتمام تحصیلات عالیهٔ پزشکی به زادگاهش ارومیه بازگشت و به فکر تأسیس بیمارستان و دانشکدهٔ پزشکی افتاد. در سال ۱۸۷۸ م. مطابق ۱۲۵۷ ه‍.ش با همیاری سایر همکاران خود آغاز به احداث ساختمان بیمارستان بزرگی به ظرفیت یک‌صد تخت‌خواب کرد. این بیمارستان ۲ سالن عمومی برای بیماری‌های غیر واگیردار و پنج اتاق کوچک برای بیماری‌های واگیردار، دو اتاق برای جراحی و یک اتاق بزرگ برای داروخانه داشت. در پیش درگاهی ساختمان بیمارستان زیر زمین بزرگی برای تشریح و سردخانه ساخته شد. احداث بیمارستان در سال ۱۸۷۹ به پایان رسید و دکتر کاکران در طول این مدت در ساختمانی که در محل کنونی دانشکدهٔ پرستاری و مامایی دانشگاه علوم پزشکی ارومیه واقع بود مشغول خدمات درمانی و بهداشتی مردم ارومیه بود.
پس از تکمیل ساختمان بیمارستان و تجهیز آن به دلیل کمبود کادر درمانی و بهداشتی بیمارستان، دکتر کاکران به فکر ایجاد مدرسهٔ عالی طب افتاد و ساختمانی به همین منظور در نزدیکی بیمارستان مخصوص دانشکدهٔ پزشکی تأسیس کرد. این ساختمان همان ساختمان چوبی معروف است که هنوز در دانشگاه ارومیه با سایر ساختمان‌های دیگر باقی است. دانشجویان مدرسهٔ عالی طب، پس از طی دوره‌های نظری و عملی در طول پنج سال، درجهٔ دکترای عالی طب را کسب می‌کردند؛ به طوری‌که نخستین فارغ‌التحصیلان آن مدرسه ۲۷ نفر بودند که در شهرهای منطقهٔ آذربایجان به کار طبابت پرداختند.
دانشکدهٔ پزشکی از سال ۱۳۵۶ ه‍.ش به عنوان یکی از واحدهای آموزشی دانشگاه ارومیه تحت پوشش وزارت فرهنگ و آموزش عالی با پذیرش ۴۸ نفر دانشجوی رشتهٔ پزشکی فعالیت خود را آغاز نمود و در سال ۱۳۶۵ ه‍.ش پس از تصویب قانون تشکیل وزارت بهداشت و درمان و آموزش پزشکی این دانشکده تبدیل به دانشگاه علوم پزشکی ارومیه گردید.

## رتبه‌بندی موضوعی تایمز سال ۲۰۲۴
به گزارش روابط عمومی مؤسسهٔ استنادی و پایش علم و فناوری جهان اسلام (ISC)، دکتر سید احمد فاضل‌زاده، رئیس وقت مؤسسهٔ ISC گفت: 
«از میان ۱۱ حوزهٔ موضوعی که رتبه‌بندی تایمز اعلام کرده‌است؛ دانشگاه‌های ایران توانسته‌اند در ۱۰ حوزهٔ موضوعی، در بین دانشگاه‌های برتر جهان قرار گیرند. تعداد ۷۳ دانشگاه جمهوری اسلامی ایران در این رتبه‌بندی حضور دارند».
دانشگاه علوم پزشکی ارومیه در حوزهٔ بهداشت، درمان و آموزش پزشکی، توانست رتبهٔ ۵۰۱–۶۰۰ را کسب نماید و در جهان ۶۰۰ دانشگاه برتر جهان قرار گیرد.

## دانشکده‌ها
دانشگاه علوم پزشکی ارومیه مشتمل بر یازده دانشکده و یک شعبه پردیس خودگردان است. دانشکده‌های این دانشگاه عبارتند از:
- دانشکدهٔ پزشکی
- دانشکدهٔ دندانپزشکی
- دانشکدهٔ داروسازی
- دانشکدهٔ پیراپزشکی
- دانشکدهٔ بهداشت
- دانشکدهٔ پرستاری و مامایی
- دانشکدهٔ علوم پزشکی خوی
- دانشکدهٔ پرستاری مهاباد
- دانشکدهٔ پرستاری سلماس
- دانشکدهٔ پرستاری میاندوآب
- دانشکدهٔ پرستاری بوکان
- مجتمع آموزش عالی سلامت نقده

## مراکز آموزشی و درمانی
دانشگاه علوم‌پزشکی ارومیه دارای 6 مرکز آموزشی و درمانی در سطح شهر ارومیه است که عبارت‌اند از:
- مرکز آموزشی و درمان امام خمینی (ره)
- مرکز آموزشی و درمانی شهید مطهری
- مرکز آموزشی و درمانی آیت‌الله طالقانی
- مرکز آموزشی و درمانی رازی
- مرکز آموزشی و درمانی جامع زنان کوثر
- مرکز آموزشی و درمانی تخصصی و فوق‌تخصصی قلب سیدالشهداء(ع)